# Ladislav Demeterffy
Ladislav Demeterffy (29 januari 1933 - Zagreb, 19 november 2010) was een Kroatisch zanger.
Demeterffy is vooral bekend vanwege zijn deelname aan het Eurovisiesongfestival 2008 in Belgrado, Servië. Hij trad daar samen met Kraljevi Ulice aan met het nummer Romanca. Bij die gelegenheid gebruikte hij het pseudoniem 75 Cents, vanwege zijn leeftijd. Ze wisten de halve finale te overleven en werden 21e in de finale, met 44 punten. In 2012 verloor hij de titel 'oudste deelnemer aller tijden'. Natalya Pugacheva vertegenwoordigde toen Rusland op 77-jarige leeftijd. Een jaar later nam de Zwitser Emil Ramsauer de titel alweer van Pugacheva over, hij was 95 jaar toen hij op het Eurovisiepodium stond.
Ladislav Demeterffy stierf op 19 november 2010 in het Vinogradskaziekenhuis te Zagreb. Hij werd 77 jaar.